# کواساتالی
کواساتالی (به لاتین: Kvasatali) یک منطقهٔ مسکونی در گرجستان است که در ناحیه تسخینوالی واقع شده‌است.